# Fiyi en los Juegos Olímpicos de Atenas 2004
Fiyi estuvo representado en los Juegos Olímpicos de Atenas 2004 por ocho deportistas, cuatro hombres y cuatro mujeres, que compitieron en seis deportes.
La portadora de la bandera en la ceremonia de apertura fue la yudoca Sisilia Nasiga. El equipo olímpico fiyiano no obtuvo ninguna medalla en estos Juegos.